# Ejin
Ejin är ett mongoliskt baner som lyder under Alxa i den autonoma regionen Inre Mongoliet i nordvästra Kina.
Trots att Jiuquans satellituppskjutningscenter är beläget i orten, så har centret fått sin namn från Jiuquan i Gansu-provinsen, som är största staden i närheten.